# Evert Fransson
Evert Eugen Fransson, född 9 augusti 1920 i Lidköping, död där 26 april 1987, var en svensk konstnär.
Han var son till Knut Bertil Petrus Fransson och Anna Elisabet Karlsson och 1956 gift med Anna-Lisa Persson. Fransson bedrev privata konststudier i Norge och Danmark. Hans konst består av landskap, hamnmotiv, interiörer och blomsterstilleben.  